# Romano Pontifici Eligendo
Romano Pontifici Eligendo (с лат. — «Об избрании римского понтифика») — апостольская конституция, регулирующая избрание Папы римского, которая была обнародована Папой Павлом VI в 1975 году. Она ввела ряд далеко идущих реформ в процессе избрания римских пап.

## Запрет на голосование кардиналам старше восьмидесяти лет
Наиболее драматическими реформами были, дающими формальную структуру, уже объявленному решению Павла VI запретить кардиналам, старше восьмидесяти лет, участвовать и голосовать при выборах Папы. Причина в том, что Конклавы имеют тенденцию быть напряженными и стрессовыми и вплоть до 1996 года, кардиналы должны были быть заперты в Апостольском дворце, вынуждены жить во временных приспособленных по этому случаю комнатах, некоторые разделяли общие туалеты. Время от времени, некоторые кардиналы были слишком больны, чтобы даже идти в Сикстинскую капеллу. Решение Павла VI позволяло отказаться самым пожилым кардиналам от кардинальских обязательств.
Иоанн Павел II сохранил это правило в апостольской конституции Universi Dominici Gregis.

## Ограничения при проведении Конклава
Апостольская конституция Romano Pontifici Eligendo также ввела очень строгие правила проведения Папских Конклавов, включая требование о том, чтобы окна Сикстинской капеллы быть заколочены во время Конклава. Многие кардиналы жаловались, что ограничения были чрезмерными, в период двух Конклавов 1978 года и впоследствии они были отменены Папой Иоанном Павлом II в Апостольской конституции Universi Dominici Gregis 1996 года.

## Коронация по-прежнему предусматривается
Когда Папа Павел VI пересмотрел правила, регулирующие избрание Римского понтифика, он отказался от ношения Папской тиары, но он не исключил упоминание о коронации вновь избранного папы. Его преемники, Папы Иоанн Павел I и Иоанн Павел II, которые, после избрания, были свободны, изменить или отказаться от этих правил, решили не короноваться, и когда в 1996 году Папа Иоанн Павел II издал Апостольскую конституцию Universi Dominici Gregis, он удалил из правил все упоминания о коронации.
В своей интронизационной проповеди, Папа римский Иоанн Павел II сказал:

В прошлые века, когда Преемник Петра овладевал своим престолом, triregnum или тиара увенчивали его голову. Последний Папа который короновался был Павел VI в 1963 году, но после торжественной церемонии коронации он никогда не использовал тиару снова и оставил своим преемникам свободно решать в этой области.
Папа Римский Иоанн Павел I, память о котором так ярка, в наших сердцах, не желал иметь тиару, равно как и не хочет этого его преемник сегодня. Это не время, чтобы вернуться к церемонии и этот объект считается, ошибочно, как символ светской власти римских пап.

Наше время призывает нас, убеждает нас, заставляет нас смотреть на Господа и погрузить себя в смиренное и набожное размышление о тайне верховной власти самого Христа.